# Euosmolejeunea opaca
Euosmolejeunea opaca là một loài Rêu trong họ Lejeuneaceae. Loài này được (Gottsche) Stephani mô tả khoa học đầu tiên năm 1890.